# Reprezentacja Włoch U-21 w piłce nożnej mężczyzn
Reprezentacja Włoch U-21 w piłce nożnej – młodzieżowa reprezentacja Włoch sterowana przez Włoski Związek Piłki Nożnej. Pięć razy triumfowała w Mistrzostwach Europy U-21.
W 1976 roku UEFA wprowadziła nowe zasady odnośnie do młodzieżowych reprezentacji piłkarskich – drużyny do lat 23 zostały zastąpione przez zespoły do lat 21. Początkowo „Azzurrini” nie odnosili żadnych sukcesów, a ich pierwsze poważne osiągnięcie to drugie miejsce na Euro 1986.
Włosi największe sukcesy odnosili w latach 90., kiedy to trzy razy sięgnęli po tytuł mistrzów Europy, w 1992, 1994 i 1996 roku. „Azzurrini” nie zakwalifikowali się natomiast do Mistrzostw Europy 1998, ponieważ w swojej grupie eliminacyjnej zajęli trzecie miejsce wśród pięciu drużyn.
Kolejne mistrzostwo reprezentacja Włoch U-21 wywalczyła w 2000 roku. Na Mistrzostwach Europy 2002 dotarła do półfinału, natomiast na Mistrzostwach Europy 2004 zdobyła piąty w historii tytuł najlepszego zespołu do lat 21 na Starym Kontynencie. W tym samym roku wywalczyli również brązowy medal Igrzysk Olimpijskich w Atenach. Obecnie „Azzurrini” mają najwięcej triumfów na Mistrzostwach Europy U-21 spośród wszystkich reprezentacji młodzieżowych.
24 marca 2007 roku reprezentacja Włoch U-21 rozegrała pierwszy oficjalny mecz na nowo wybudowanym stadionie Wembley. Zremisowała wówczas z Anglią 3:3, a wszystkie gole dla „Azzurrinich” strzelił Giampaolo Pazzini.

## Występy w ME U-23
- 1972: Nie zakwalifikowała się
- 1974: Ćwierćfinał
- 1976: Nie zakwalifikowała się

## Występy w ME U-21
- 1978: Ćwierćfinał
- 1980: Ćwierćfinał
- 1982: Ćwierćfinał
- 1984: Półfinał
- 1986: Drugie miejsce
- 1988: Ćwierćfinał
- 1990: Półfinał
- 1992: Mistrzostwo
- 1994: Mistrzostwo
- 1996: Mistrzostwo
- 1998: Nie zakwalifikowała się
- 2000: Mistrzostwo
- 2002: Półfinał
- 2004: Mistrzostwo
- 2006: Runda grupowa
- 2007: Piąte miejsce (zdobyta kwalifikacja olimpijska)
- 2009: Półfinał
- 2011: Nie zakwalifikowała się
- 2013: Drugie miejsce
- 2015: Runda grupowa
- 2017: Półfinał
- 2019: Runda grupowa
- 2021: Ćwierćfinał
- 2023: Runda grupowa

## Występy na Igrzyskach Olimpijskich
- 1992: Ćwierćfinał
- 1996: Runda grupowa
- 2000: Ćwierćfinał
- 2004: Brązowy medal
- 2008: Ćwierćfinał
- 2012: Nie zakwalifikowała się
- 2016: Nie zakwalifikowała się

## Rekordziści
Najwięcej występów
| # | Piłkarz           | Lata gry  | Mecze (gole) |
| - | ----------------- | --------- | ------------ |
| 1 | Andrea Pirlo      | 1998–2002 | 46 (16)      |
| 2 | Matteo Brighi     | 2000–2004 | 35 (2)       |
| 3 | Daniele Bonera    | 2001–2004 | 34 (0)       |
| 4 | Alessandro Rosina | 2004–2007 | 32 (4)       |
| 5 | Marco Motta       | 2005–2009 | 31 (1)       |

Najwięcej goli
| # | Piłkarz                                                | Lata gry                      | Gole (mecze)            |
| - | ------------------------------------------------------ | ----------------------------- | ----------------------- |
| 1 | Alberto Gilardino                                      | 2000–2004                     | 19 (30)                 |
| 2 | Andrea Pirlo                                           | 1998–2002                     | 16 (46)                 |
| 3 | Massimo Maccarone Gianluca Vialli                      | 2000–2004 1983–1986           | 11 (15) 11 (20)         |
| 5 | Robert Acquafresca Cristiano Lucarelli Christian Vieri | 2007–2009 1996–1997 1992–1996 | 10 (16) 10 (10) 10 (22) |

## Mistrzowie Europy
| Rok  | Skład |
| ---- | --- |
| 1992 | BR Antonioli BR Peruzzi OB Bonomi OB Favalli OB Luzardi OB Malusci OB Matrecano OB Rossini OB Taccola OB Verga OB Villa PO Albertini PO Baggio PO Corini PO Marcolin PO Orlando PO Sordo NA Bertarelli NA Buso NA Melli NA Muzzi trener: Maldini          |
| 1994 | 1 Toldo 2 Panucci 3 Colonnese 4 Cherubini 5 Cannavaro 6 Berretta 7 Scarchilli 8 Marcolin 9 Inzaghi 10 Carbone 11 Muzzi 12 Visi 13 Negro 14 Bigica 15 Galante 16 Delli Carri 17 Rossitto 18 Orlandini 19 Vieri 20 Tresoldi trener: Maldini                 |
| 1996 | 1 Pagotto 2 Panucci 3 Ametrano 4 Galante 5 Cannavaro 6 Nesta 7 Tommasi 8 Tacchinardi 9 Delvecchio 10 Totti 11 Amoruso 12 Buffon 13 Fresi 14 Sartor 15 Pistone 16 Pecchia 17 Brambilla 18 Morfeo trener: Maldini                                           |
| 2000 | 1 De Sanctis 2 Grandoni 3 Mezzano 4 Zanchi 5 Ferrari 6 Gattuso 7 Comandini 8 Baronio 9 Ventola 10 Pirlo 11 Perrotta 12 Abbiati 13 Coco 14 Rivalta 15 Cirillo 16 Vannucchi 17 Zanetti 18 Firmani 19 Rossi 20 Spinesi trener: Tardelli                      |
| 2004 | 1 Amelia 2 Zaccardo 3 Moretti 4 Gamberini 5 Bonera 6 De Rossi 7 Pinzi 8 Palombo 9 Gilardino 10 Brighi 11 Sculli 12 Agliardi 13 Barzagli 14 Bovo 15 Donadel 16 Potenza 17 Mesto 18 Rosina 19 Del Nero 20 Caracciolo 21 D’Agostino 22 Zotti trener: Gentile |

## Trenerzy
| Trener              | Lata      |
| ------------------- | --------- |
| Azeglio Vicini      | 1976–1986 |
| Cesare Maldini      | 1986–1996 |
| Rossano Giampaglia  | 1996–1998 |
| Marco Tardelli      | 1998–2000 |
| Claudio Gentile     | 2000–2006 |
| Pierluigi Casiraghi | 2006–2010 |
| Ciro Ferrara        | 2010–2012 |
| Devis Mangia        | 2012–2013 |
| Luigi Di Biagio     | 2013–2018 |
| Paolo Nicolato      | 2019–     |